# Kloster Hajrawank

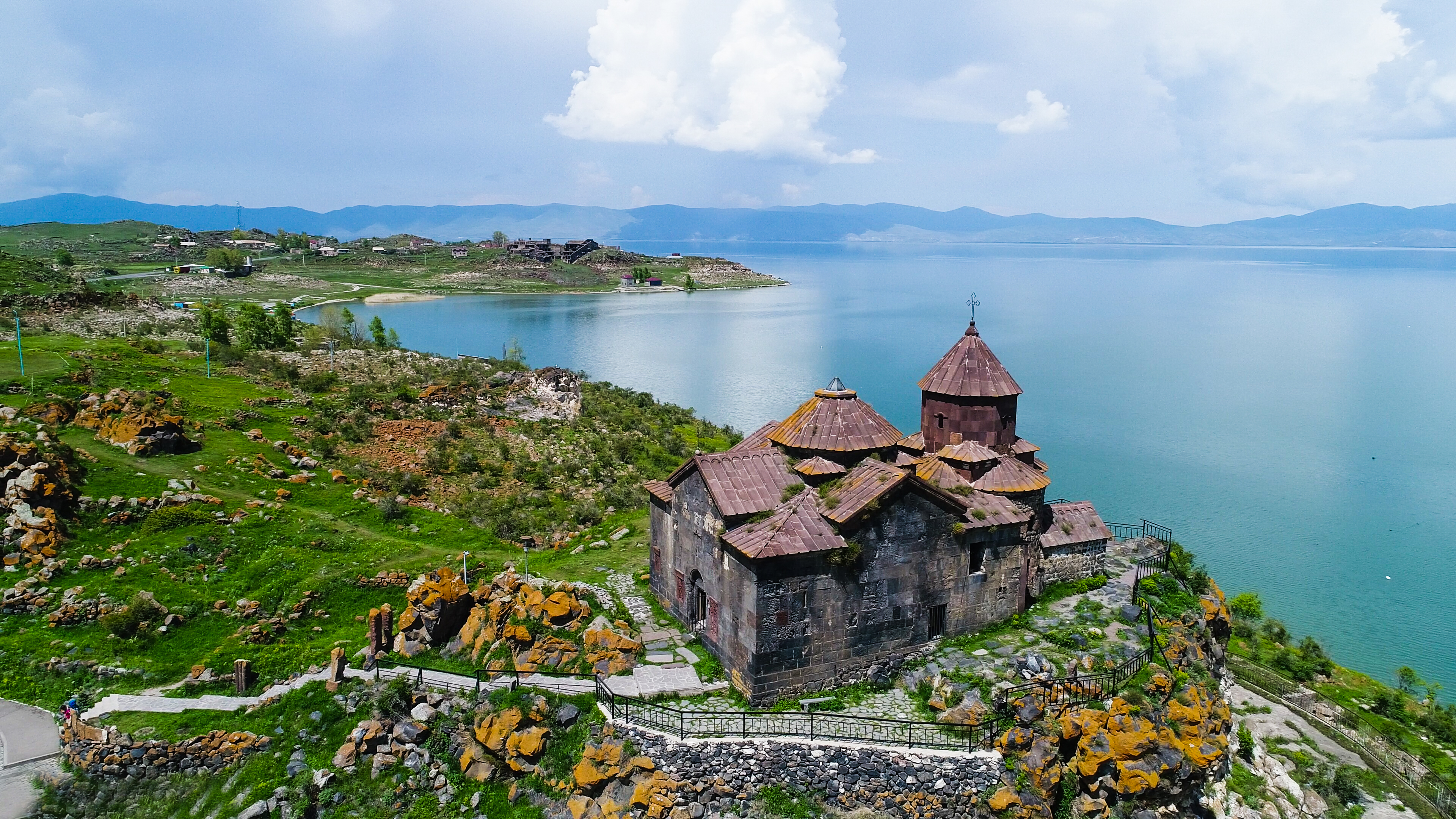
Kloster Hajrawank am Ufer des Sewansees

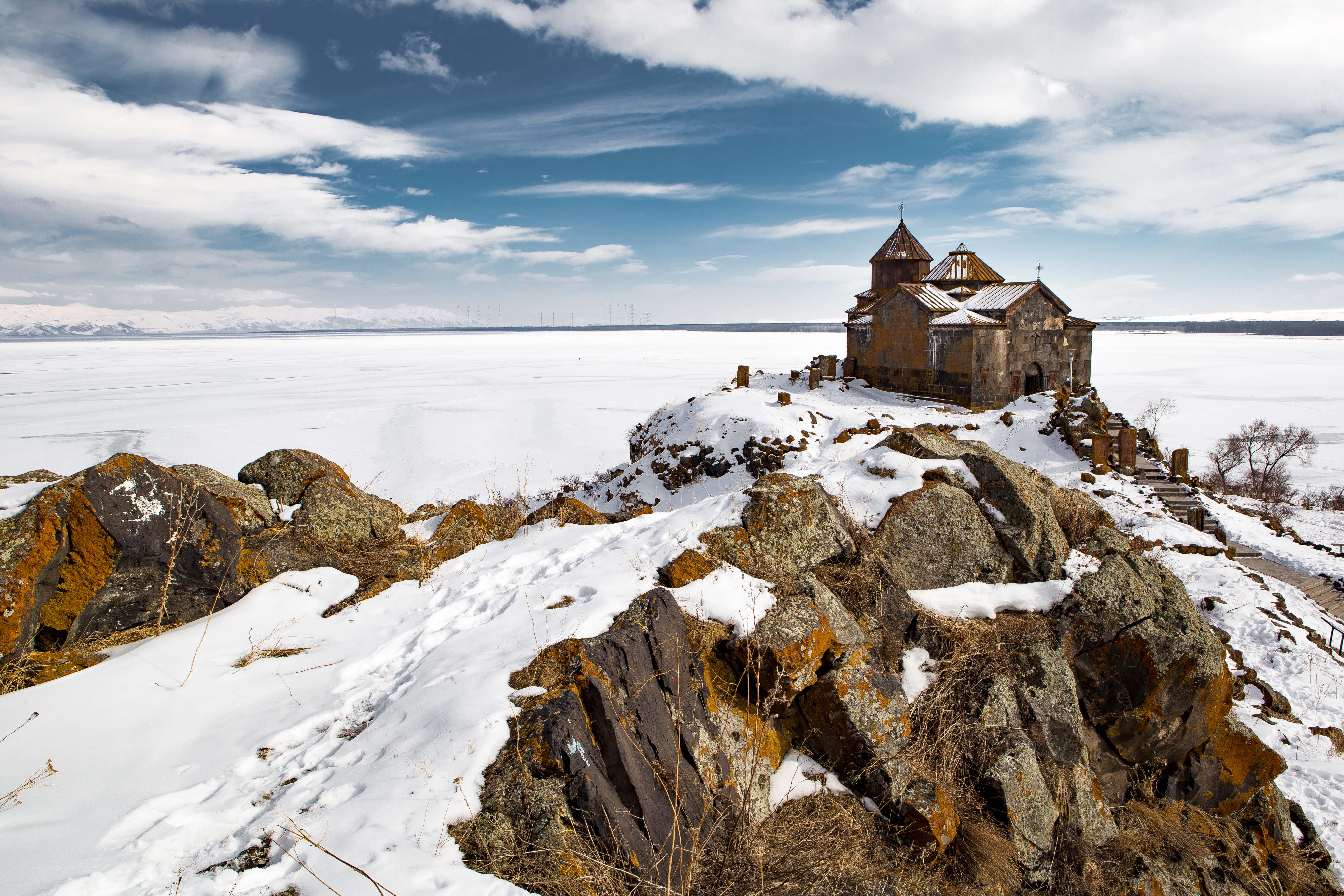
Kloster Hajrawank im Winter

Das Kloster Hajrawank (armenisch Հայրավանք, gemäß englischer Transkription auch Hayravank) ist ein Kloster der Armenischen Apostolischen Kirche auf einer felsigen Anhöhe in der Nähe des Dorfes Hajrawank am westlichen Ufer des Sewansees in der armenischen Provinz Gegharkunik.
Die kleine Kirche stammt aus dem späten 9. Jahrhundert. Sie hat einen kreuzförmigen Vierpass-Grundriss mit vier halbkreisförmigen Apsiden. Die beiden Apsiden im Osten und Westen sind etwas stärker akzentuiert, so dass der Innendurchmesser in Ost-West-Richtung 10 m und in Nord-Süd-Richtung nur etwa 9 m beträgt. Über dem Mittelraum erheben sich Tambour und Kuppel, die beide nach zwischenzeitlicher Zerstörung wieder restauriert wurden. Die Kuppel ist außen als oktogonale Pyramide verkleidet. An der Südostecke befindet sich eine kleine, später angebaute Kapelle von etwa 1,5 × 3 Metern Innenausdehnung.
Der ursprüngliche Eingang war in der südlichen Apsis. Im 12. oder 13. Jahrhundert wurde eine etwa 14 × 14 Meter große Vorhalle (Gavit) westlich an die Kirche angebaut, von der aus ein neuer (zweiter) Eingang in die westliche Apsis gebrochen wurde. Dieser Bau, im Vergleich zur Kirche überdimensioniert, harmonisiert architektonisch wenig mit dieser. Zwei dicke Säulen im westlichen Teil und zwei halbrunde Pfeiler an der Ostwand stützen sehr kräftige Kreuzbögen, auf denen ein Tambour und ein relativ flaches sechsseitiges Pyramidendach ruhen, die beide vollständig aus schwarzen und roten Kalktuff-Werksteinen gemauert sind. Dies ist eines der ersten Beispiele für diese mehrfarbige Dekoration, die in den folgenden Jahrhunderten in armenischen Sakralbauten üblich wurde. Die Nord-, West- und Südseiten des Gavits schließen oben mit flachen Spitzdächern ab.
Auf dem Gelände unmittelbar um die Kirche stehen eine Anzahl eindrucksvoller Chatschkare, kunstvoll behauener Grab- und Gedenksteine. Die einst um die Kirche errichteten sonstigen Klosterbauten wie Wohngebäude, Bibliothek, Schule usw. sind verschwunden.